# Altún Ha
Altun Ha è un sito archeologico costruito dalla civiltà Maya, situato nel distretto di Belize in Belize, a circa 50 km di distanza dalla città di Belize e a circa 10 km di distanza dalla costa del mare Caraibico. Il sito è aperto alle visite turistiche.
"Altun Ha" è un nome moderno della lingua maya, creato dalla traduzione del nome del villaggio Rockstone Pond. Il nome antico è sconosciuto. 
La più grande delle piramidi del sito, il "Tempio degli Altari Murati", è alto 16 metri.
Il sito si estende su un'area di 8 km quadrati e la zona centrale del sito ospita le rimanenze di 500 strutture.
Le diverse esplorazioni del sito hanno rivelato che la zona di Altun iniziò ad essere popolata intorno al 200 a.C., e che la città ospitasse intorno a 10.000 persone nel suo periodo di maggior splendore. Intorno al 900 vi furono alcuni saccheggi e depredazioni delle tombe del sito, il che porta alcuni archeologi a pensare che fosse avvenuta una rivolta contro i governatori. Il sito rimase popolato per circa 100 anni più tardi ma senza che venissero costruite nuove strutture cerimoniali. Nel XII secolo il sito ricominciò a venire occupato più stabilmente, per poi diventare un semplice villaggio basato sull'agricoltura.
Le pietre delle rovine antiche vennero riutilizzate per costruire case nel villaggio di Rockstone Pond, ma il sito vero e proprio non venne scoperto dagli archeologi fino al 1963 quando il pilota e mayanista dilettante Hal Ball si accorse della sua presenza. 
Nel 1965 una squadra di archeologi condotta dal Dottor David Pendergast del Royal Ontario Museum iniziò a scavare e restaurare il sito, operazioni continuate fino al 1970. Tra le varie scoperte vi è un pezzo di giada pesante 5 kg intagliato finemente per rappresentare la testa del dio del sole dei Maya, Kinich Ahau. La testa di giada è considerata come uno dei tesori nazionali del Belize.